# مایکل گروس (هنرپیشه)
مایکل گروس (انگلیسی: Michael Gross؛ زادهٔ ۲۱ ژوئن ۱۹۴۷) یک هنرپیشه اهل ایالات متحده آمریکا است. وی از سال ۱۹۸۲ میلادی تاکنون مشغول فعالیت بوده است.
او در فیلم گاهی برمی‌گردند... دوباره، کنترل زمین و کسب‌وکار بزرگ بازی کرده است.